# Bob Latchford
Robert Dennis „Bob“ Latchford (* 18. Januar 1951 in Birmingham) ist ein ehemaliger englischer Fußballspieler. Der 12-fache englische A-Nationalspieler galt als Idealtyp eines Mittelstürmers, der sowohl in der Luft als auch am Boden gleich leistungsstark war.

## Sportlicher Werdegang
Latchford begann seine Karriere bei Birmingham City und erzielte mit 18 Jahren bei seinem Debüt direkt zwei Tore. Insgesamt spielte er 158 mal für Birmingham und schoss 68 Treffer. Er wurde dann für eine den damaligen britischen Transferrekord brechende Summe (350.000 £) an den FC Everton verkauft, wo er in sechs Spielzeiten der Top-Torjäger war. In 268 Spielen erzielte er dabei 138 Tore. Dabei kam ihm zugute, dass er trotz seiner Größe sehr schnell war, insbesondere auf den Kurzstrecken. Sein Club spielte in der englischen Liga allerdings eine eher untergeordnete Rolle, während der Stadtrivale FC Liverpool Pokale am Fließband sammelte. Lediglich 1977 kam Latchford mit Everton bis ins Finale des Ligapokals. In der Saison 1977/78 war Latchford mit 30 Treffern zudem Torschützenkönig der höchsten englischen Spielklasse.
Da er nicht bei einem englischen Spitzenklub spielte, kam er trotz seiner Torerfolge auf vergleichsweise wenig A-Länderspiele für England. Bei seinen zwölf Einsätzen trat er fünf Mal; er debütierte am 16. November 1977 gegen Italien und die Partie gegen Österreich am 13. Juni 1979 sollte sein letztes Länderspiel werden. Der damalige Nationaltrainer Ron Greenwood zog ihm fortan Paul Mariner von Ipswich Town vor.
Als Latchford Everton 1981 verließ und zu Swansea City wechselte, war er mit 106 Liga-Toren der erfolgreichste Torjäger des FC Everton nach dem Zweiten Weltkrieg. Dieser Rekord wurde erst 1990 von Graeme Sharp gebrochen. Für Swansea City erzielte er gleich bei seinem ersten Einsatz einen Hattrick. Später spielte er noch für das niederländische Team NAC Breda, die englischen Vereine Coventry City und Lincoln City sowie zuletzt in Wales für Newport County und Merthyr Tydfil. Für Swansea City und Merthyr Tydfil gewann er in den Jahren 1982, 1983 und 1987 insgesamt drei Mal den walisischen Pokal.

## Erfolge
- Walisischer Pokal: 1982, 1983, 1987